# Kurt Dyckerhoff
Ludwig Wilhelm Kurt Dyckerhoff (* 18. Oktober 1883 in Wiesbaden-Biebrich; † 1. November 1955) war ein deutscher Chemiker und Unternehmer in der Zementindustrie.

## Leben
Kurt Dyckerhoff wurde als Sohn des Zementfabrikanten Carl Dyckerhoff und dessen Ehefrau Louise Wilhelmi geboren. Sein Großvater Wilhelm Gustav Dyckerhoff war der Gründer der Dyckerhoff AG und einer der Gründer der Vorläuferfirma von Dywidag. Er war verheiratet mit Maria Claudia Giulini (1889–1979, Tochter des Fabrikanten Paul Giulini und der Auguste Grimm). Aus der Ehe gingen vier Söhne und eine Tochter hervor. 
Nach seinem Chemiestudium an der Universität Genf, der Ludwig-Maximilians-Universität München und dem Technische Hochschule Karlsruhe kam Kurt Dyckerhoff im Jahre 1909 in die Chemische Fabrik Goldenberg, Geromont & Co. in Oestrich-Winkel. Er wechselte nach Duisburg und war hier bis 1924 als Betriebsleiter des Hochofenzementwerks der Hütte Vulkan tätig. Im Jahr darauf wurde er Teilhaber und Geschäftsführer der in Nürnberg ansässigen Firma Dyckerhoff, Meier & Köbig, die den Handel mit Bau- und Brennstoffen bzw. Herstellung von Fugenmörtel zum Gegenstand hatte.   
Dyckerhoff musste Kriegsdienst leisten und war Rittmeister, ausgezeichnet mit dem Ritterkreuz II. Klasse.